# Гусев, Алексей Алексеевич
Алексе́й Алексе́евич Гу́сев (24 января 1945, Мурманск, СССР — 1 июня 2001, Приморский край, Россия) — советский военный моряк-подводник, Герой Советского Союза (4.11.1978). Капитан 1-го ранга (25.06.1982).

## Биография
Родился 24 января 1945 года в городе Мурманск. Русский. Отец — военный моряк, капитан 2-го ранга в отставке, ветеран Великой Отечественной войны. Окончил среднюю школу № 38 в Хабаровске в 1963 году.
В ВМФ СССР служил с августа 1964 года. В 1969 году окончил Тихоокеанское высшее военно-морское училище имени С. О. Макарова. С августа 1969 года служил на атомных подводных лодках Северного флота: был командиром БЧ-3 АПЛ «К-128», с марта 1970 — командир БЧ-3 АПЛ «К-43», с апреля 1971 по декабрь 1973 – помощник командира АПЛ «К-43». В 1974 году окончил Высшие специальные офицерские классы ВМФ и снова проходил службу на атомных подводных лодках Северного флота. С сентября 1974 года был старшим помощником командира 379-го экипажа крейсерской АПЛ, а с октября 1977 года командовал этим экипажем.
С февраля 1978 года — командир АПЛ «К-212» Тихоокеанского флота.
Впервые в истории ВМФ СССР АПЛ «К-212» под командованием А. А. Гусева и АПЛ «К-325» под командованием капитана 2-го ранга В. П. Лушина совершили трансарктический подлёдный переход через Северный полюс с 26 августа по 7 сентября 1978 года — с базы Северного флота на базу Тихоокеанского флота. Командиром похода и тактической группы АПЛ был контр-адмирал Р. А. Голосов (находился на борту «К-325»), а старшим на борту «К-212» был командир дивизии подводных лодок капитан 1-го ранга Е. А. Томко. Корабли прошли из Баренцева моря северными морями через Берингов пролив в Тихий океан, пройдя часть пути под вековыми льдами, отрабатывая при этом взаимодействие без всплытия. Корабли прошли 4 570 морских миль, из них в подводном положении 3 620 миль, а подо льдами — 1 760 миль.
За успешное выполнение задания командования и проявленное при этом мужество и героизм указом Президиума Верховного Совета СССР от 4 ноября 1978 года капитану 3-го ранга Гусеву Алексею Алексеевичу присвоено звание Героя Советского Союза с вручением ордена Ленина и медали «Золотая Звезда» (№ 11306).
В 1982 году окончил с отличием Военно-морскую академию имени А. А. Гречко.
С июня 1982 года — начальник штаба 10-й дивизии подводных лодок Тихоокеанского флота. Будучи старшим на борту АПЛ К-429 (командир капитан 1-го ранга Николай Суворов), пережил катастрофу и гибель этого корабля 24 июня 1983 года в районе бухты Крашенинникова: лодка затонула при погружении, из 120 человек на борту погибли 14. Организовал спасение экипажа из лежащей на грунте на глубине 37 метров АПЛ путём организованного вывода через торпедные аппараты. При этом погибли ещё 2 моряка, но все остальные были спасены. Как старший на борту покинул корабль последним. По мнению А. А. Гусева и исследователя этой аварии Героя Советского Союза вице-адмирала в отставке Е. Д. Чернова, виновником аварии является начальник штаба флотилии АПЛ контр-адмирал О. А. Ерофеев, «вытолкнувший» срочно в море без необходимости корабль с сборным и несработанным экипажем (штатный экипаж более чем наполовину был в отпусках). Однако сам Ерофеев в своих книгах утверждает, что в случившемся виноваты исключительно А. Гусев и Н. Суворов. При расследовании катастрофы в отношении капитана 1-го ранга А. А. Гусева также было возбуждено уголовное дело по обвинению в том, что он не предотвратил действий командира корабля, которые привели к трагедии. Однако через несколько месяцев оно было прекращено за отсутствием в его действиях состава преступления. Ещё в ходе расследования А. А. Гусева исключили из КПСС, но вскоре восстановили.
С декабря 1983 года — старший помощник оперативного дежурного командного пункта Тихоокеанского флота, с декабря 1988 года — заместитель начальника штаба Тихоокеанского флота по боевому управлению. С июля 1992 года в запасе.
Жил во Владивостоке. Работал в таможенных органах Российской Федерации, был заместителем начальника Владивостокской таможни. Погиб 1 июня 2001 года в Уссурийском заливе в результате несчастного случая на рыбалке (утонул, выйдя в море на надувной лодке; тело выброшено волнами на берег через 2 недели). Похоронен на Морском кладбище Владивостока.
Награждён орденом Ленина (4.11.1978), медалями.
На здании Хабаровского военно-морского лицея имени адмирала флота Н. Д. Сергеева (здание бывшей школы № 63) установлена мемориальная доска в честь Героя Советского Союза А. А. Гусева.